# 鈴木裕子 (女性史研究家)
鈴木裕子（すずき ゆうこ、1949年8月8日 - ）は、女性史研究家｡ 日韓の女性と歴史を考える会代表。韓国強制併合100年共同行動共同代表。

## 来歴
東京下町生まれ。早稲田大学院文学研究科修士課程日本史学専攻修了。
専門は女性史および社会運動史。現在､東京経済大学講師として日本史を教えている。
婦人運動史・労働運動史・日韓現代史・慰安婦・フェミニズム・ジェンダー・天皇制等に関する著書・編著がある。

## 活動
1980年代から日本の「婦人運動」についての研究を行っており、婦人問題研究家の山川菊栄、女性解放運動の指導者平塚らいてう、政治家の市川房枝などを取り上げている。
1990年代からは「慰安婦問題」（アメリカや大韓民国の「慰安婦問題」は取り上げず、日本のみ）を研究テーマとして、自由主義史観に対する批判などをおこなっている。さらにアナキスト金子文子、歌人深山あきの紹介もしている。
2007年10月27日、日韓の女性と歴史を考える会を旗揚げ。韓国挺身隊問題対策協議会初代共同代表の尹貞玉が記念講演を行った。また、2008年4月6日に開催された第1回総会では姜徳相が記念講演を行った。

### 慰安婦問題とジェンダー
鈴木の著書『慰安婦問題とジェンダー』内では、「国家が管理する売春システムは天皇制下国家権力の根本思想だ」などと記されており、2010年8月に同著が韓国で出版される際には、韓国の主要メディアが、「慰安婦は天皇制が作った性暴力システム」と題して、著書の内容を記事で紹介したと通信社が報じている。

## 著書
- 『広島県女性運動史』(ドメス出版1985年)
- 『フェミニズムと戦争―婦人運動家の戦争協力』(マルジュ社1986年)
- 『水平線をめざす女たち―婦人水平運動史』(ドメス出版、1987年)
- 『山川菊栄 人と思想 戦前篇』労働大学 1989
- 『昭和の女性史』(岩波ブックレット、1989年
- 『日本女性労働運動史論1 女工と労働争議　1930年洋モス争議』(れんが書房新社1989年)
- 『女性史を拓く〈1〉母と女 平塚らいてう・市川房枝を軸に(国立市公民館女性問題講座「歴史」)』(未來社1989年)ISBN 978-4624500818
- 『女性史を拓く〈2〉翼賛と抵抗 今、女の社会参加の方向を問う』(未來社,1989年)
- 『山川菊栄 人と思想 戦後篇』労働大学 1990
- 『女性と労働組合 労働組合婦人部の歴史（日本女性労働運動史論 2）』れんが書房新社 1991
- 『朝鮮人従軍慰安婦―証言 昭和史の断面』(岩波ブックレット、1991年)
- 『従軍慰安婦・内鮮結婚―性の侵略・戦後責任を考える』(未來社、1992年)
- 『「従軍慰安婦」問題と性暴力』(未來社、1993年)
- 『フェミニズムと朝鮮』(明石書店1994年)
- 『女たちの戦後労働運動史』(未來社、1994年)ISBN 978-4624501099
- 『女性史を拓く〈3〉女と「戦後50年」』(未來社、1995年)
- 『女性史を拓く〈4「慰安婦」問題と戦後責任』(未來社、1996年)
- 『戦争責任とジェンダー―「自由主義史観」と日本軍「慰安婦」問題』(未來社、1997年)
- 『天皇制・「慰安婦」・フェミニズム』(インパクト出版会、2002年)ISBN 978-4755401244
- 『フェミニズム・天皇制・歴史認識』インパクト出版会 2006
- 『自由に考え、自由に学ぶ　山川菊栄の生涯』(労働大学、2006年)
- 『天皇家の女たち 古代から現代まで』社会評論社, 2019

### 共編著
- 『運動にかけた女たち―戦前婦人運動への証言』渡辺悦次共編(ドメス出版1980年)ISBN 978-4810701180
- 『たたかいに生きて　戦前婦人労働運動への証言』渡辺悦次共編(ドメス出版、1980年)
- 『堺利彦女性論集』(三一書房1983年)ISBN 4380832287
- 『山川菊栄女性解放論集』全3巻(岩波書店1984年)ISBN 978-4000023030
- 『湘煙選集 岸田俊子評論集』全4巻(不二出版1985-86年)
- 『資料　平民社の女たち』(不二出版1986年)ISBN 978-4835038759
- 『女・天皇制・戦争』近藤和子共編 オリジン出版センター 1989
- 『葦笛のうた 足立・女の歴史』足立女性史研究会著 ドメス出版 1989
- 『女性=反逆と革命と抵抗と』編著 社会評論社 1990
- 『山川菊栄評論集』岩波文庫、1990年)ISBN 978-4003316238
- 『おんな・核・エコロジー』近藤和子共編 オリジン出版センター 1991
- 『日本女性運動資料集成』全11巻・別巻(不二出版1993-98年)
- 『「慰安婦」問題Q&A―「自由主義史観」へ 女たちの反論』池田恵理子・金富子・西野瑠美子・森川万智子・川田文子松井やより・石坂啓(イラスト)・アジア女性資料センター(編) (明石書店1997年)
- 『平和を希求して―「慰安婦」被害者の尊厳回復へのあゆみ』尹貞玉(白澤社、2003年)ISBN 978-4768479056
- 『日韓近現代史―ジェンダーの視点からみる』日韓「女性」共同歴史教材編纂委員会(編)(梨の木舎2005年）ISBN 978-4816605031
- 『日本軍「慰安婦」関係資料集成』山下英愛・外村大共編(明石書店、2006年)ISBN 978-4750324340
- 『金子文子　わたしはわたし自身を生きる』(梨の木舎2006年)ISBN 978-4816606076
- 『風韻にまぎれず 〈哀号〉の叫び―深山あき歌集Ⅱ』(梨の木舎、2007年)ISBN 978-4816607042
- 『風の音楽 はばたけ九条の心―深山あき歌集Ⅲ』(梨の木舎、2007年)ISBN 978-4816607059